# 59e parallèle sud
Pour les articles homonymes, voir 59e parallèle.
En géographie, le 59e parallèle sud est le parallèle joignant les points de la surface de la Terre dont la latitude est égale à 59° sud.

## Géographie

### Dimensions
Dans le système géodésique WGS 84, au niveau de 59° de latitude sud, un degré de longitude équivaut à 57,475 km ; la longueur totale du parallèle est donc de 20 691 km, soit environ 52 % de celle de l'équateur. Il en est distant de 6 543 km et du pôle Sud de 3 489 km,.

### Régions traversées
Le 59e parallèle sud ne coupe aucune terre émergée. En débutant par 0° de longitude et en se dirigeant vers l'est, le parallèle passe successivement au-dessus des océans suivants :
- Océan Atlantique, jusqu'à la longitude du cap des Aiguilles (20° E) ;
- Océan Indien, jusqu'à la longitude du cap du Sud-Est (146° 55' E) ;
- Océan Pacifique, jusqu'à la longitude du cap Horn (67° 16' W) ;
- Océan Atlantique, jusqu'à 0°.

La terre la plus proche du parallèle est, au nord, l'île Montagu dans les îles Sandwich du Sud (58° 25' S, à 65 km), et au sud l'île Bristol, également dans les Sandwich du Sud (59° 03' S, à 6 km).